# Tomasz Franaszek
Tomasz Franaszek (ur. 27 lipca 1969) – polski kajakarz, medalista mistrzostw świata.
Był zawodnikiem Orła Wałcz. Jego największym sukcesem w karierze był brązowy medal mistrzostw świata w konkurencji K-4 10000 m w 1989 (razem z Andrzejem Gajewskim, Grzegorzem Kaletą i Mariuszem Rutkowskim).